# کاستل سان پیترو رومانو
کاستل سان پیترو رومانو (به ایتالیایی: Castel San Pietro Romano) یک کومونه در ایتالیا است که در استان رم واقع شده‌است.

## خصوصیات
کاستل سان پیترو رومانو ۱۵٫۱ کیلومترمربع مساحت و ۸۹۴ نفر جمعیت دارد و ۷۵۲ متر بالاتر از سطح دریا واقع شده‌است.